# Кравчук В'ячеслав Васильович
В'ячеслав Васильович Кравчук (18 серпня 1963, с. Адамівка, Хмельницька область — 15 травня 2022, схід України) — український військовослужбовець, полковник, учасник афганської, карабаської, придністровської та російсько-української воєн. Кавалер ордена «За заслуги» III ступеня (2018). Почесний громадянин міста Тернополя (2022, посмертно).

## Життєпис
Народився 18 серпня 1963 року в селі Адамівці Віньковецького району на Хмельниччині.
Проходив службу на посаді командира роти спецпризначення 14-го окремого батальйону НГУ (в/ч 1441) та 35-го окремого штурмового батальйону «Тернопілля». Був головою Тернопільської обласної організації Всеукраїнського громадського об'єднання «Спілка офіцерів України».
З початком російського вторгнення в Україну вирушив на фронт боротися з окупантами.
Загинув на сході України (Піски на Сумщині) 15 травня 2022 року на передовій у бою з російськими окупантами. Похований в родинному селі.
Залишилася дружина двоє синів та внуків.
Похований 17 травня 2022 року в родинному селі. Адамівка на Хмельниччині .

## Нагороди
- орден «За заслуги» III ступеня (20 січня 2018) — за значний особистий внесок у державне будівництво, соціально-економічний, науково-технічний, культурно-освітній розвиток Української держави, вагомі трудові досягнення, багаторічну сумлінну працю[3];
- почесний громадянин міста Тернополя (22 серпня 2022, посмертно)[4].